# Obelisco Pinciano

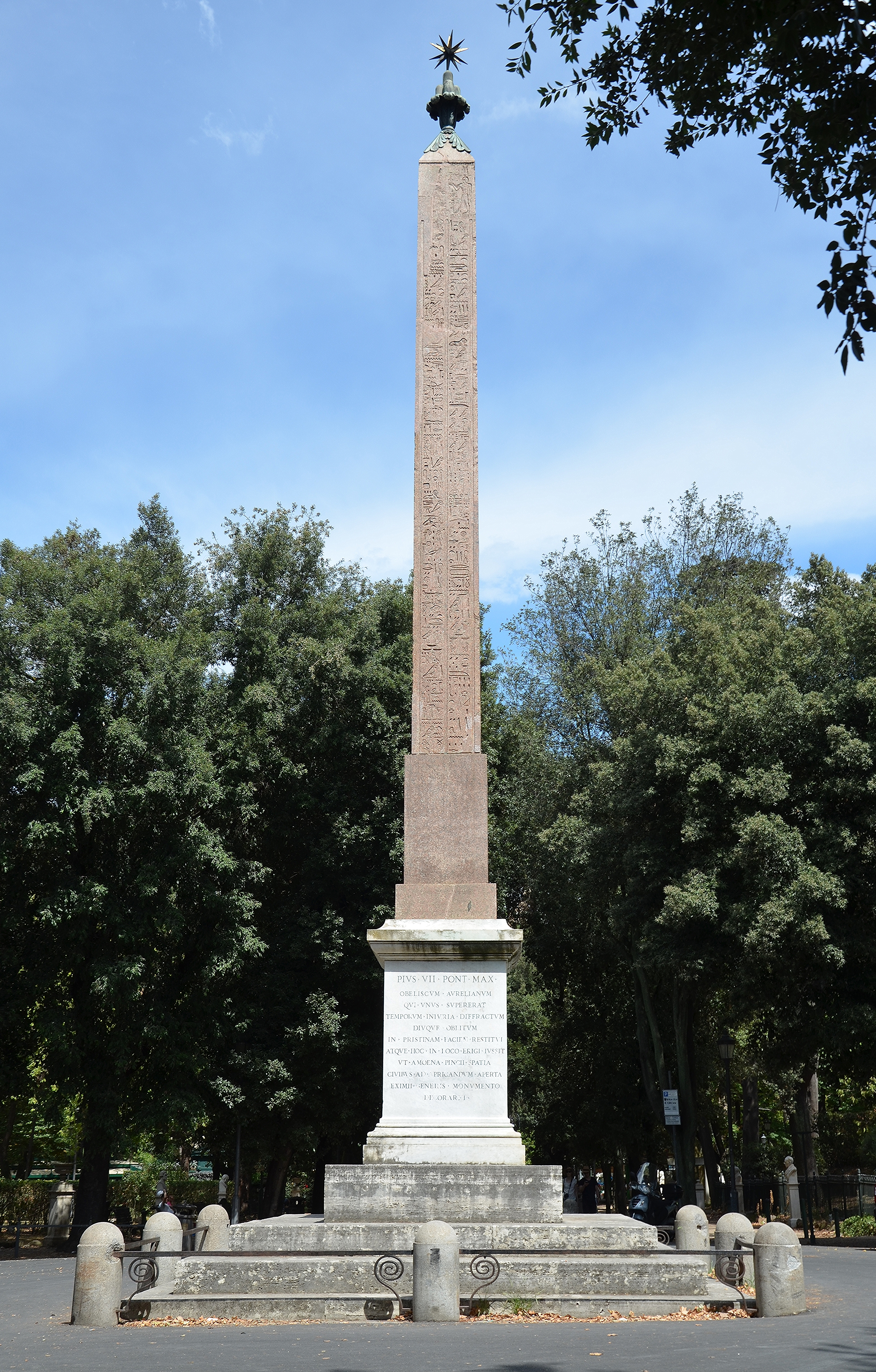
Antinous-Obelisk auf dem Pincio

Der Obelisco Pinciano oder Antinous-Obelisk ist ein original römischer Obelisk von 9,25 Meter Höhe.

## Beschreibung
Er befindet sich auf dem Pincio in der Viale dell’Obelisco. Ursprünglich stand er auf dem Grab des Antinous, des Geliebten Kaiser Hadrians, der 130 bei einer Nilfahrt ertrank. Da der Obelisk an der Porta Maggiore entdeckt wurde, ging man zunächst davon aus, dass sich dort das Grab befunden haben muss. Inzwischen vermutet man das Grab eher in den Gärten des Palatin. Hadrian richtete für seinen verstorbenen Geliebten einen Kult ein, der zur Errichtung mehrerer Heiligtümer und eben auch des Obelisken führte. Nach Hadrians Tod wurde der Kult um Antinous verfolgt und der Name verfiel der damnatio memoriae. Da der Obelisk mit Hieroglyphen beschriftet war, überstand er die Verfolgung, der die übrigen Heiligtümer zum Opfer fielen.
Im 3. Jahrhundert wurde er von seinem ursprünglichen Standort entfernt und auf der Spina des Circus Varianus vor der Porta Maggiore aufgestellt. 1589 gelangte der Obelisk in den Garten das Kardinals Barberini, wurde aber nicht aufgestellt. Dies geschah erst 1822 an seinem heutigen Standort.
Der Obelisk stammt nicht aus Ägypten, sondern wurde in Rom aus Rosengranit gehauen und mit einer Gedenkinschrift aus Hieroglyphen versehen. Die Inschrift entwarf vermutlich ein ägyptischer Priester, der in Rom lebte.
Auf der Ostseite bittet Antinous, der mit Osiris gleichgesetzt wird, Re um Erlösung und um Belohnung Hadrians, der diesen Obelisken errichten ließ. Auf der Nordseite wird unter anderem berichtet, dass in der Stadt Antinoupolis, die Hadrian an der Stelle, wo Antinous ertrank, errichten ließ, eine Wettkampfstätte gegründet wurde. Von der Gründung der Stadt und der Errichtung und Ausstattung eines Tempels für Antinous-Osiris wird auch auf der Südseite berichtet. Die Westseite enthält eine Lobpreisung des Antinous-Osiris mit der Bitte an Thot, seine Seele zu erretten.